# 柴山光由
柴山 光由（しばやま みつよし、1944年（昭和19年）3月9日 - ）は、仙台放送の元アナウンサー、元アナウンス部長。在籍末期は解説委員の肩書も持っていた。

## 人物
東京都台東区生まれ。1966年に法政大学卒業。同年、仙台放送に入社（同期に山崎正）。『2時ですOXです』やゴルフの『JCBクラシック仙台』の実況などを経て、夕方のローカルニュース（『FNN仙台放送スーパータイム』～『仙台放送スーパーニュース』）のキャスターを2004年3月26日まで16年近く務めた。
2004年3月31日でアナウンサー職を退いた後、仙台放送を退職し、さとう宗幸が代表を務めるさとう音楽事務所に所属。仙台市教育委員を務めつつ、宮城県ローカル版のアメリカンホームダイレクトのコマーシャルに出演している。
ミヤギテレビアナウンサーの伊藤拓は息子。